# Südtiroler Platz (Wien)

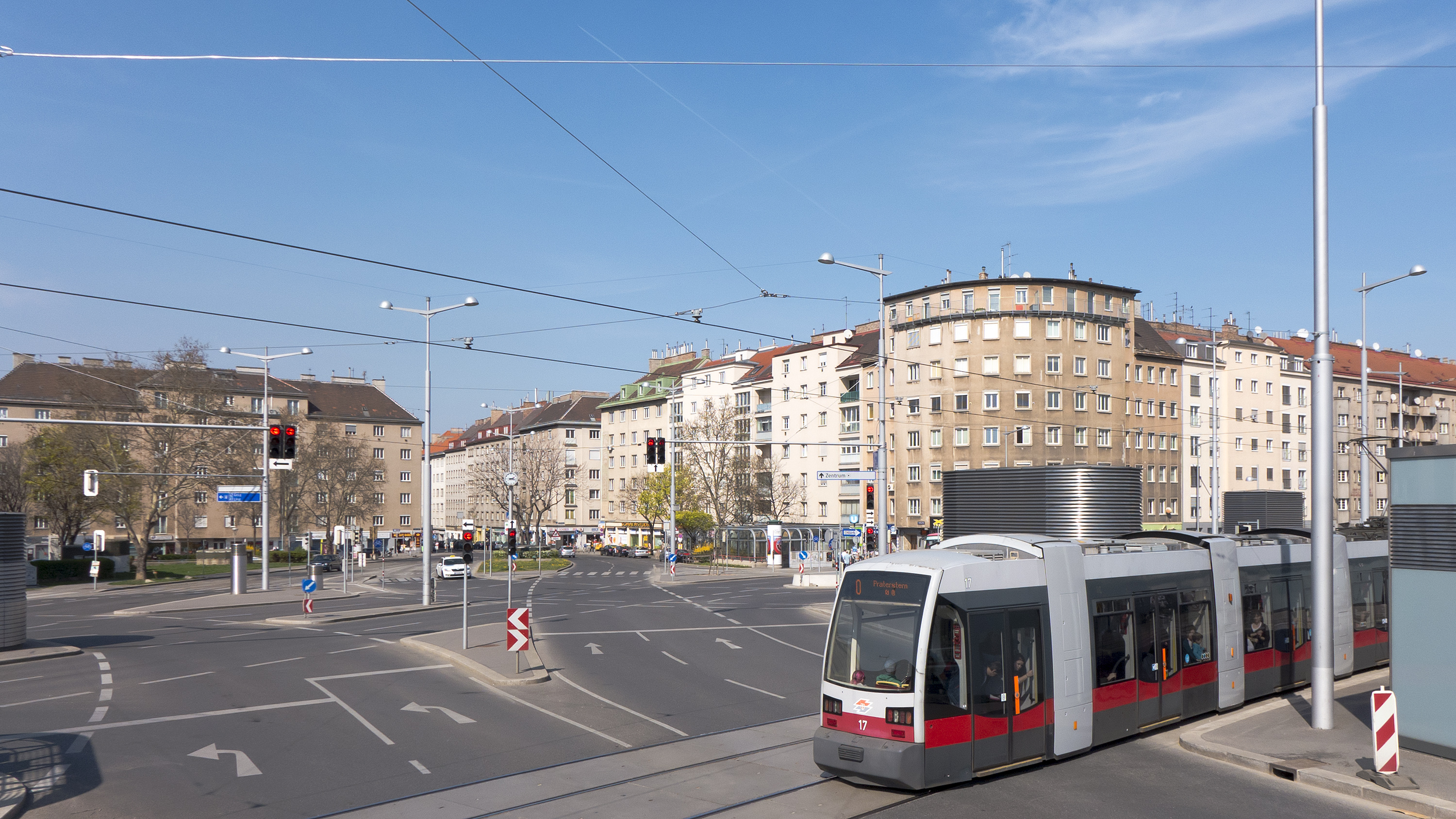
Der Südtiroler Platz

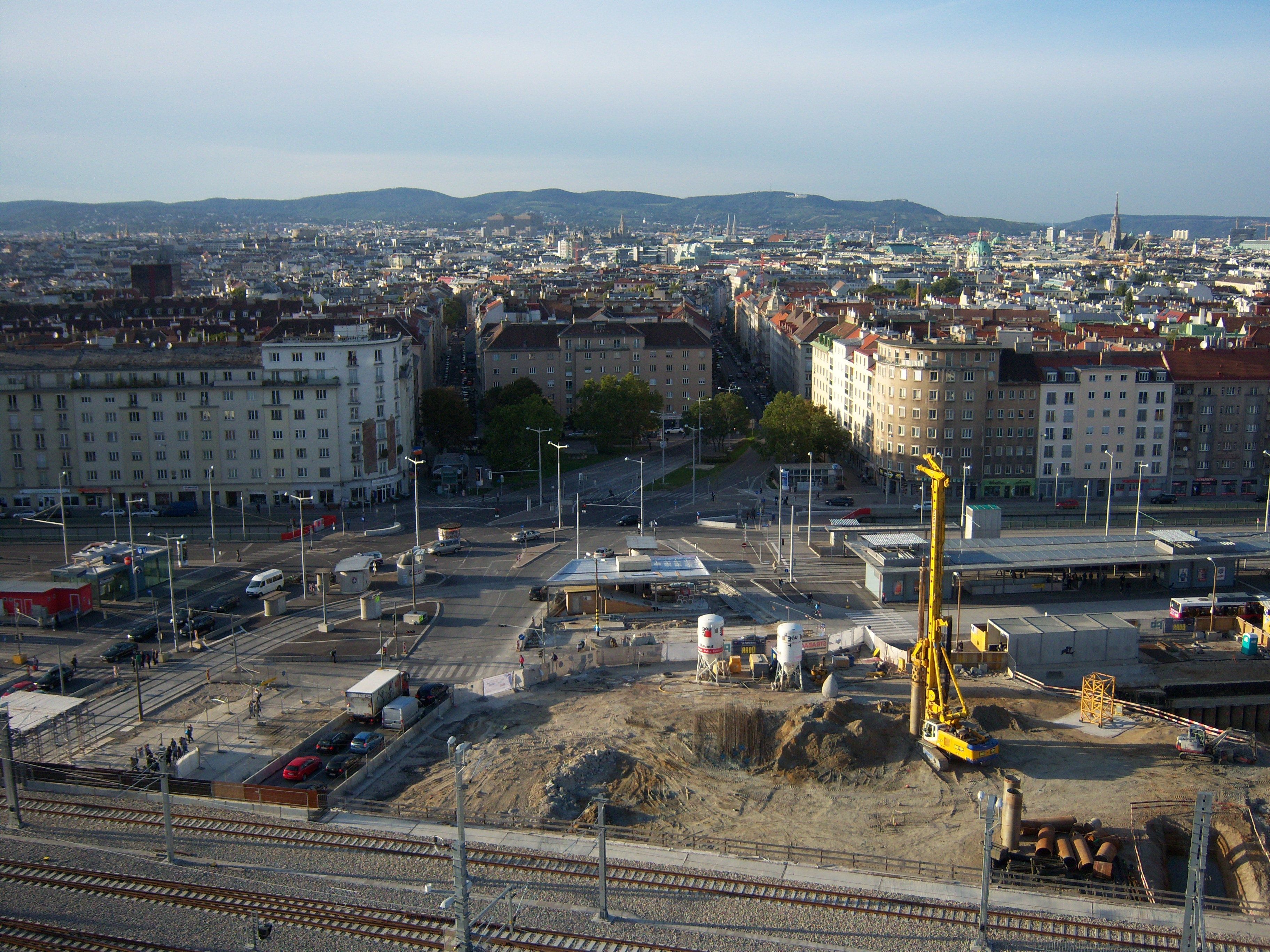
Südtiroler Platz 2012 vom Bahnorama aus gesehen

Der Südtiroler Platz in Wien, der seinen Namen 1927 erhielt und zuvor seit 1898 Favoritenplatz hieß, befindet sich an der Kreuzung der in Nord-Süd-Richtung verlaufenden Favoritenstraße mit dem in West-Ost-Richtung verlaufenden Wiedner Gürtel (Landesstraße B221). Er ist auf Grund seiner überörtlichen Verkehrsfunktionen bemerkenswert. Seit 9. Dezember 2012 wird in seiner unmittelbaren Nachbarschaft der neue Wiener Hauptbahnhof betrieben.
Der Platz zählt größtenteils zum 4. Wiener Gemeindebezirk; ein kleiner Teil südlich des Gürtels gehört zum 10. Bezirk.

## Heutige Verkehrsfunktionen
Mit der Betriebsaufnahme des ersten Teils des neuen Hauptbahnhofs, der sich in Favoriten wenige Meter östlich des Südtiroler Platzes befindet, wurden am 9. Dezember 2012 die Namen der meisten Haltestellen öffentlicher Verkehrsmittel auf dem oder beim Südtiroler Platz auf Hauptbahnhof umgestellt. Lediglich in der U1-Station verblieb es bis auf weiteres beim Doppelnamen Südtiroler Platz – Hauptbahnhof; dazu sollen Wünsche Südtiroler Politiker an die Wiener Stadtverwaltung wesentlich beitragen haben.
Unter dem in der Verkehrsplanung entstandenen, in Haltestellennamen nicht verwendeten Begriff Verkehrsstation werden hier Stationen und Haltestellen von S-Bahn, U-Bahn, Straßenbahn und Autobuslinien zusammengefasst, die als Zubringer zum Hauptbahnhof fungieren können. Der Bahnhof selbst fungiert auf seinen Gleisen in Hochlage unter anderem als S-Bahn-Haltestelle, in ihn wurde betriebs- und informationstechnisch aber auch die seit 1962 bestehende unterirdische S-Bahn-Station (sie befindet sich nicht unter dem Bahnhof, sondern unter dem Südtiroler Platz) integriert, nunmehr als Wien Hauptbahnhof (Bahnsteige 1–2) bezeichnet.

## Lagedetails
Die Nummerierung der Häuser des Platzes beginnt im Südwesten an der Ecke des Gürtels zur verlängerten Graf-Starhemberg-Gasse (Südtiroler Platz 1) und führt, im Uhrzeigersinn angebracht, über die Nordseite nach Südosten an die Ecke des Gürtels zur verlängerten Favoritenstraße (Nr. 9). Die Nordseite des Platzes bildet die verlängerte, zu beiden Seiten anschließende Schelleingasse.
Die Südseite des Platzes befindet sich, dem elektronischen Stadtplan der Wiener Stadtverwaltung zufolge, südlich des Wiedner Gürtels mit den Nummern Südtiroler Platz 10 und 11 beim 2010 / 2011 errichteten neuen Südbahnviadukt, der westlichen Einfahrt des Hauptbahnhofes. Die beiden Richtungsfahrbahnen südwärts zur anschließenden Laxenburger Straße bzw. nordwärts von der Laxenburger Straße bzw. Favoritenstraße tragen erst südlich des Viadukts diese Straßennamen.
Die Grenze zwischen 4. und 10. Bezirk verläuft im Bereich des Platzes nicht einfach in Ost-West-Richtung, sondern ordnet die Richtungsfahrbahn zur Laxenburger Straße noch dem 4. Bezirk zu. Erst knapp vor dem neuen Viadukt biegt die Bezirksgrenze nach Westen ein.

## Geschichte
An der dem Stadtzentrum zugekehrten Nordseite des Platzes verlief bis in die späten 1890er Jahre der Linienwall, einst die zweite Verteidigungslinie der Stadt außerhalb der Stadtmauern. Im Zuge der heutigen Favoritenstraße führte die so genannte Favoriten Linie, ein Stadttor, durch die Befestigungsanlage, die im 19. Jahrhundert nur mehr als Steuergrenze diente.
1841 wurde außerhalb des Linienwalls die Wien-Gloggnitzer Eisenbahn eröffnet, zu der parallel mehr als 50 Jahre später der Wiedner Gürtel angelegt wurde. Wollte man im Zuge der Favoritenstraße nach Süden, musste man jetzt unter der Bahn durchfahren; eine Situation, die bis heute besteht.
1850 wurde die Wieden als 4. Bezirk eingemeindet; dieser erstreckte sich damals zum Teil auch außerhalb des Linienwalls. Die südlich des heutigen Gürtels gelegenen Bezirksteile wurden 1874 mit Teilen des 5. Bezirks zum neuen 10. Bezirk, Favoriten, erhoben.
Vom 30. Mai 1873 an wurde der spätere Südtiroler Platz vom Schwarzenbergplatz am Rand des Stadtzentrums aus mit einer nach Favoriten führenden Pferdebahnlinie erschlossen. (Am gleichen Tag wurde auch die Strecke auf dem Wiedner Gürtel von der Favoriten-Linie zum Südbahnhof in Betrieb genommen.) 1899/1900 wurde sie auf elektrischen Betrieb umgestellt.
Der Favoritenplatz und die umliegenden Häuserblöcke konnten erst nach der Demolierung des Linienwalls, die hier 1898 noch nicht abgeschlossen war, errichtet werden. Der Platz war ursprünglich analog zur Favoritenstraße benannt, ehe er 1927 zur Erinnerung an die Annexion Südtirols durch Italien 1919 Südtiroler Platz benannt wurde.
1901 wurde der Straßenbahnbetrieb in der inneren Laxenburger Straße aufgenommen. Vom 6. April 1907 an wurden die Liniensignale 66 und bis 1945 auch N für Züge in die Laxenburger Straße und 67, ab 1914 auch 167, für Züge in der Favoritenstraße verwendet. Mit der Eröffnung des ersten Abschnitts der U-Bahn-Linie U1 unter der Favoritenstraße am 25. Februar 1978 mit ihrer unterirdischen Station Südtiroler Platz wurden die Linien 66 und 67 in diesem Abschnitt eingestellt.
Die Linie O verkehrt, vom östlichen Wiedner Gürtel kommend und in die Laxenburger Straße abbiegend, seit 9. April 1907 über den späteren Südtiroler Platz. Nach Eröffnung der U1, 1978, wurde sie vorübergehend auf dem Gürtel zum Matzleinsdorfer Platz und weiter zum Stefan-Fadinger-Platz im westlichen Favoriten geführt, musste wegen Fahrgastprotesten aber bald wieder auf der historischen Strecke betrieben werden.
Ab 31. Dezember 1912 fuhr die Straßenbahnlinie 18 auf dem Wiedner Gürtel über den Favoritenplatz zum Matzleinsdorfer Platz und weiter; 1914–1961 bestand ergänzend die Linie 118. Seit 7. Mai 1959 befindet sich ihre Haltestelle Südtiroler Platz in einer Unterführung (siehe unten), an die westlich seit 11. Jänner 1969 ein längerer Straßenbahntunnel unter dem Gürtel anschließt.
1958/59 wurde ein großes Verkehrsbauprojekt der Stadtverwaltung realisiert. Die den Platz im Zuge des Wiedner Gürtels querende Straßenbahnstrecke wurde tiefgelegt, ebenso die Hauptfahrbahnen des Gürtels. Die neue unterirdische Straßenbahnhaltestelle lag parallel direkt neben der ebenfalls bis 1959 fertiggestellten unterirdischen Bahnstation Südtiroler Platz, die seit 17. Jänner 1962 als Schnellbahnstation der „Stammstrecke“ der Wiener S-Bahn fungiert. Der Bau bzw. Umbau wurde (ausgenommen die noch nicht fertige S-Bahn-Station) am 7. Mai 1959 von Bürgermeister Franz Jonas eröffnet, drei Tage vor der Nationalratswahl.
Seit 25. Februar 1978 verbindet die Kombination S-Bahn / U-Bahn-Linie U1 mit dem Umsteigen unter dem Südtiroler Platz das südliche Umland von Wien schneller als je zuvor mit dem Wiener Stadtzentrum.

## Andreas-Hofer-Denkmal

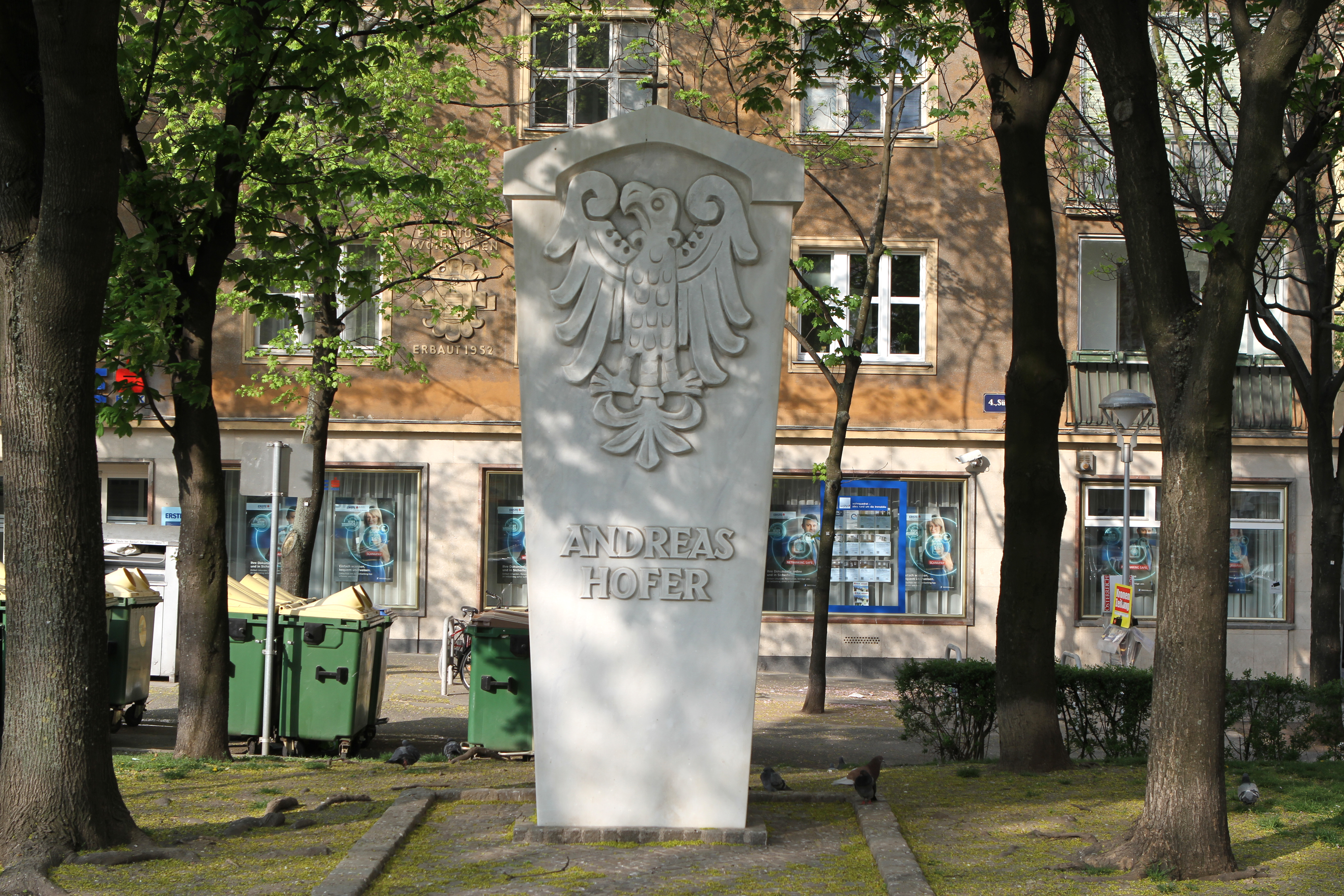
Andreas-Hofer-Denkmal

Am 14. Mai 1978 wurde auf dem Südtiroler Platz vor dem Haus Nr. 3 (verlängerte Graf-Starhemberg-Gasse) eine an Andreas Hofer erinnernde Stele aus Stein enthüllt. Sie wurde von Clemens Holzmeister entworfen und von Jakob Adlhart ausgeführt: Unter einem großen Tiroler Adler befindet sich der Schriftzug Andreas Hofer. Diese Seite der Stele ist nicht der Häuserfront, sondern der Platzmitte zugekehrt.
Auf der westlichen Seite der Stele ist die Tiroler Landeshymne eingraviert, jedoch fehlt die dritte Strophe der Hymne, die lautet: Doch als aus Kerkergittern / Im festen Mantua / Die treuen Waffenbrüder / Die Händ’ er strecken sah, / Da rief er laut: „Gott sei mit euch, / Mit dem verrat’nen Deutschen Reich.“ Das Denkmal wurde, im Gegensatz zu vielen anderen, nicht von der öffentlichen Hand errichtet, sondern war ein Projekt des „Tirolerbundes“.